# Фримар
Фримар (нем. Friemar) — община в Германии, в земле Тюрингия.
Входит в состав района Гота. Подчиняется управлению Нессеауэ. Население составляет 1096 человек (на 31 декабря 2010 года). Занимает площадь 9,37 км².